# Cena atrakcyjna
Cena atrakcyjna – cena mająca z założenia przyciągać uwagę konsumenta, ułatwiać rozliczenia i sprawiać wrażenie konkurencyjności towaru lub usługi. Charakterystyczne dla cen atrakcyjnych są przede wszystkim końcówki 9, ale także 0 i 5. Dążenie do uzyskania ceny atrakcyjnej jest częstym powodem zaokrąglania cen. Tego rodzaju praktyki stały się przyczyną m.in. występowania iluzji euro w państwach strefy euro.